# ステュアート工作

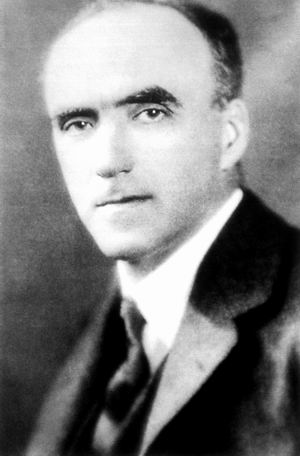
ジョン・レイトン・スチュアート

ステュアート工作（ステュアートこうさく）とは日中戦争打開のため1940年（昭和15年）より極秘に進められた和平工作である。アメリカ人で燕京大学学長のジョン・レイトン・ステュアート博士が中心となったため、この名がある。

## 概要
桐工作の開始とほぼ同じ時期に、北平（北京）の燕京大学学長で蔣介石と親交をもち、しばしば北京と重慶を往復していたアメリカ人学者ジョン・レイトン・ステュアートから、中華民国臨時政府（北京）の王克敏に対し、桐工作とほぼ同じ内容の蔣介石政権側条件が内示され、和平の斡旋に立つ旨が示された。日本陸軍当局は実現可能性が高いと判断したものの桐工作が始まったばかりであったので総軍や興亜院華北連絡部に接触させていた。しかし、この工作は1940年夏には沙汰止みとなった。
1945年（昭和20年）6月、南京駐在公使の経験がある満洲建国大学教授の中山優が当時日本軍監視下にあったステュアートとその秘書である伝径波による和平工作の存在を知り、これを大東亜省に持ち込んだ。外務大臣の東郷茂徳はこれに同意し、陸軍側の同意も取り付けて外務省情報局の前次長であった河相達夫を南京に向け進発させた。しかし、ステュアートとの会見は日本の降伏直前で、会談はステュアートから将来の日本のあり方を説かれるに終わった。